# Гургум
Гургум был неохеттским государством в Анатолии, известным с X по VII век до н. э. Его имя даётся как Гургум в ассирийских источниках, в то время как его родное имя, по-видимому, было Куркума по той причине, что столица Гургума — Маркас (сегодня Мараш) — в местных лувийских иероглифических надписях назывался куркумский город (ku+ra/i-ku-ma-wa/ i-ni-i-sà(URBS)).

## История
Первое историческое событие в истории Гургума связано с правлением Ларамы I около 950 года до н. э. Этот гургумский царь предпринял программу реконструкции, включая пересадку сельскохозяйственных культур и виноградников.
В 858 году до н. э. во время первого западного похода ассирийского царя Салманасара III царь Гургума Муваталли II подчинился ассирийцам и заплатил им дань. Эта дань состояла из золота, серебра, волов, овец, вина и его собственной дочери с её приданым.
Сын Муваталли II царь Халпарунтия II предпринял несколько военных экспедиций. Он напал на город (или страну?) Хирика (вероятно, отождествляемую с землей Хилакку или мелидским пограничным городом по имени Хилики) и захватил город Илуваси. В 853 году до н. э. он платил дань ассирийцам, как и его отец до него.
В 805 году до н. э. Халпарунтия III вторгся в соседнее царство Куммух по территориальным причинам. Царь Куммуха Суппилулиума (ассир. Ушпилулуме) обратился за помощью к ассирийскому царю Адад-нирари III, и ассирийцы установили границу между Гургумом и Куммухом.
Около 800 года до н. э. Гургум был частью коалиции многочисленных неохеттских и арамейских государств, враждебных хаматскому царю Заккуру.
Во время правления Тархулары в 743 году до н. э. Гургум также принял участие в антиассирийском военном союзе во главе с Сардури II из Урарту и Мати-Илу из Арпада (столицы государства Бит-Агуси). Ассирийский царь Тиглатпаласар III разгромил враждебный союз, а также вторгся в Гургум, разрушив 100 гургумских городов. Тархулара подчинился и умолял ассирийского царя пощадить столицу Маркас. Тархуларе было позволено остаться на троне, и отныне он был ассирийским данником, платившим дань ассирийскому царю в 738 и 732 годах до н. э.
В 711 году до н. э. Тархулара был убит своим сыном Муваталли III, который затем захватил трон Гургума. Ассирийский царь Саргон II в ответ свергнул Муваталли III и депортировал его в Ассирию. Гургум был присоединён к Новоассирийскому царству и переименован в Маркас по названию столицы.

## Правители[1]
| Имя             | Время правления                  | Династические связи | Ассирийское имя | Источники              |
| --------------- | -------------------------------- | ------------------- | --------------- | ---------------------- |
| Астувараманза   | конец XI века до н. э.           |                     |                 | Лувийский              |
| Муваталли I     | начало X века до н. э.           | сын Астувараманзы   |                 | Лувийский              |
| Ларама I        | около 950 года до н. э.          | сын Муваталли I     |                 | Лувийский              |
| Мувизи          | конец X века до н. э.            | сын Ларамы I        |                 | Лувийский              |
| Халпарунтия I   | начало IX века до н. э.          | сын Мувизи          |                 | Лувийский              |
| Муваталли II    | 858 год до н. э.                 | сын Халпарунтии I   | Муталлу         | Лувийский, Ассирийский |
| Халпарунтия II  | около 853 года до н. э.          | сын Муваталли II    | Калпарунда      | Лувийский, Ассирийский |
| Ларама II       | вторая половина IX века до н. э. | сын Халпарунтии II  | Палалам         | Лувийский, Ассирийский |
| Халпарунтия III | 805 — около 800 года до н. э.    | сын Ларамы II       | Калпарунда      | Лувийский, Ассирийский |
| Тархулара       | 743 — около 711 года до н. э.    |                     | Тархулара       | Ассирийский            |
| Муваталли III   | около 711 года до н. э.          | сын Тархулары       | Муталлу         | Ассирийский            |